# 오와인 글린두르

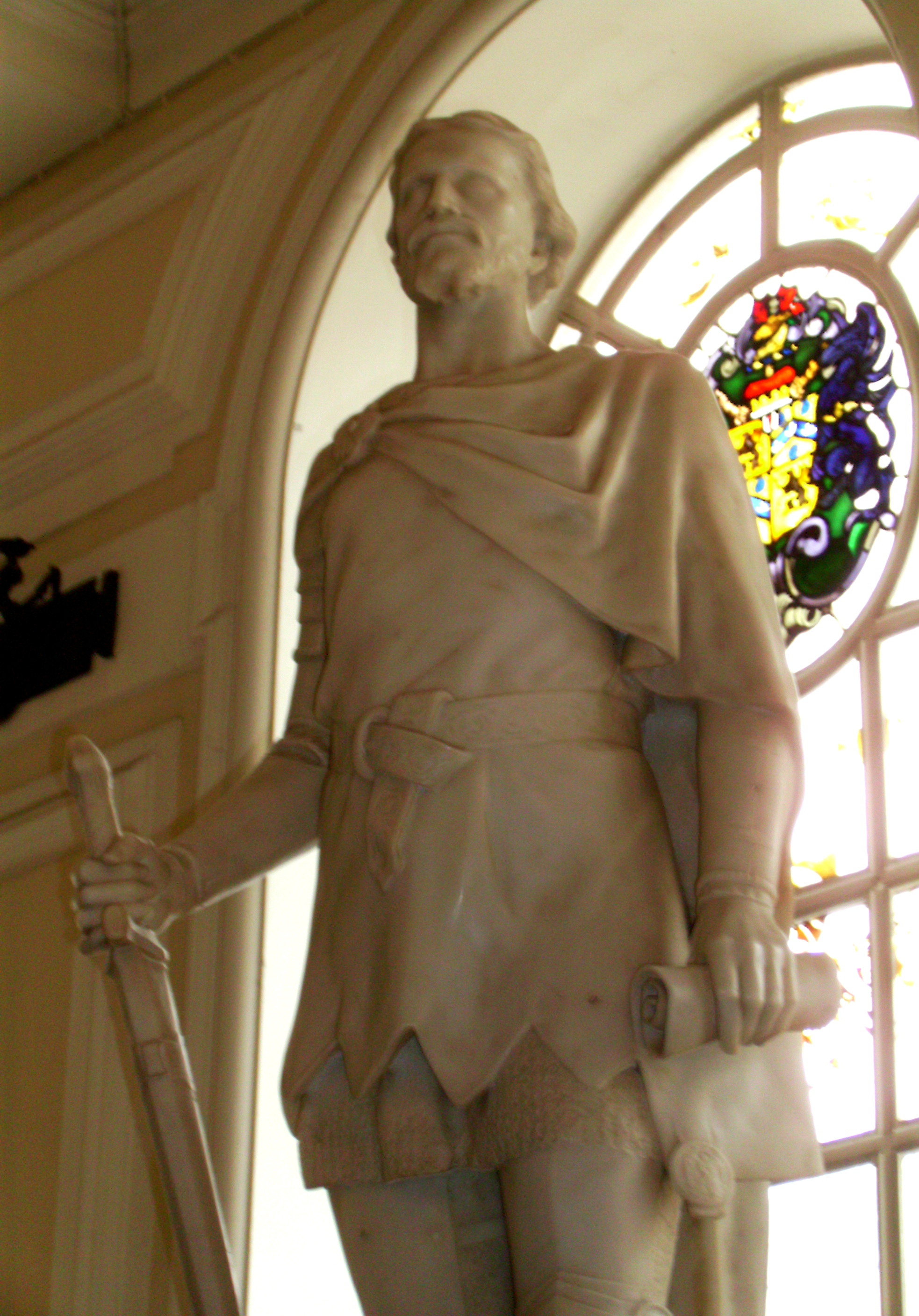

오와인 글린두르(웨일스어: Owain Glyn Dŵr [ˈoʊain ɡlɨ̞nˈduːr], 1349년 또는 1359년 - 1415년)는 웨일스의 지배자이자 웨일스 공 자리에 마지막으로 오른 웨일스인이다. 그는 잉글랜드의 웨일스 통치에 맞서 장기간에 걸친 격렬한 항쟁을 벌였으나, 결국 실패로 돌아갔다.
글린두르는 1400년 9월 16일 잉글랜드의 국왕 헨리 4세의 웨일스 통치에 맞서 봉기를 일으켰다. 초반에는 큰 성공을 거두면서 순식간에 웨일스의 상당 지역을 통제하게 되나, 치명적인 약점 때문에 난국에 처한다. 충분한 대포를 확보하지 못해서 방어 공격을 펼치는 요새를 점령하기 어려웠고, 선박이 부족했기 때문에 해안 전투에 취약했다. 1409년, 글린두르는 그의 마지막 본거지에서 적군에게 생포되지 않았고, 마지막으로 그를 목격한 시기는 1412년으로 기록에 전해진다. 잉글랜드의 새 국왕 헨리 5세가 군사적 반란에 대한 면죄를 두 차례 제안했으나 글린두르는 거절했고, 그의 목에 엄청난 현상금이 걸렸지만 아무도 잉글랜드에 밀고하지 않았다. 글린두르는 1415년에 사망한 것으로 그의 과거 추종자에 의해 보고되었다.
글린두르는 윌리엄 셰익스피어의 연극 《헨리 4세 제1부》에서 영어식 이름인 오웬 글렌도워(Owen Glendower)로 등장하여 마법과 감정에 지배받는 야성적이고 이국적인 남성으로 묘사된다. 19세기 후반 컴리 비드(Cymru Fydd; Young Wales)운동에서는 글린두르가 웨일스 민족주의의 아버지로 재창조되면서 그의 역사적 이미지를 바로잡아 아더 왕과 같은 국가 영웅으로서 대중의 기억에 새겨진다.